# Antony Padiyara
Antony Padiyara, indijski siro-malabareški duhovnik, škof in rimskokatoliški kardinal, * 11. februar 1921, Manimala, Indija, † 23. marec 2000, Kakkanad, Indija.

## Življenjepis
19. decembra 1945 je prejel duhovniško posvečenje.
3. julija 1955 je postal škof Ootacamunde; 16. oktobra istega leta je prejel škofovsko posvečenje.
14. junija 1970 je bil imenovan za nadškofa Changanacherryja in 23. aprila 1985 za nadškofa Ernakulama.
28. junija 1988 je bil povzdignjen v kardinala in imenovan za kardinal-duhovnika S. Maria "Regina Pacis" a Monte Verde.
16. decembra 1992 je postal višji nadškof Ernakulam-Angamalyja.
11. novembra 1996 se je upokojil.